# П'ятий Доктор
П'ятий Доктор — п'яте втілення вигаданого персонажа Доктора з британського наукового-фантастичного телесеріалу Доктор Хто.

## Біографія

### Регулярні появи
Регенерація Четвертого Доктора, зіграного Томом Бейкером у п'ятого була проблематичною, її було майже перервано, через що Доктор довго відновлювався у місті Кастровальва. Після одужання він продовжив свої мандри разом із Адріком, Ніссою і Теґан Йованкою. Після подорожей до майбутнього і минулого, в яких Доктор зіткнувся з новими ворогами, його спіткало лихо: намагаючись врятувати доісторичну Землю від зіткнення з вантажним космічним кораблем, загинув Адрік.
Згодом Доктор зустрів нового компаньйона — іншопланетного хлопчика на ім'я Візлор Тарлаф, якому Чорний Вартовий наказав убити Доктора. Згодом ТАРДІС залишила Нісса.
Після зустрічі з істотами, відомими як Етернали, Тарлаф зумів вирватись з-під влади Вартового і уже з власної волі продовжив подорожувати разом із Доктором і Теґан. П'ятий Доктор зустрівся із трьома своїми попередніми інкарнаціями, коли їх було викликано у Зону Смерті на Галіфреї президентом Борусою, який прагнув довідатись рассиліанський секрет безсмертя.
Після подальших пригод, в яких Доктор знову зустрівся зі старими ворогами, у тому числі Силуріанами і Морськими Дияволами, Теґан і Візлор залишили його. Теґан вирішила, що всі ці приключки, до яких постійно потрапляв Доктор, занадто небезпечні, а Тарлаф просто повернувся на свою рідну планету.
Врешті-решт П'ятий Доктор і його останній супутник Пері Браун були отруєні в епізоді «Печери Андрозані». Вони мали лише одну порцію протиотрути, і Доктор пожертвував собою задля Пері, хоча і не був упевнений, що регенерація відбудеться. Проте все сталося як найкраще, і ми побачили Шостого Доктора у виконанні Коліна Бейкера.

### Пізніші появи

П'ятий Доктор зустрічає Десятого.

Зображення П'ятого Доктора з'являється у щоденнику Джона Сміта (епізод Людська природа).
Одного разу у період П'ятого Доктора (можливо, після епізоду «Snakedance») він пошкодив свою ТАРДІС. У той час він зіткнувся із незахищеною ТАРДІС Десятого Доктора. Відбувся парадокс, і Всесвіт стояв на межі знищення. Проте Десятий Доктор створив надмасивну чорну діру, щоб перекрити цей парадокс. П'ятий Доктор запам'ятав усе, що робив Десятий, і коли настане його час, він зможе згадати і повторити це, так само, як це запам'ятав Десятий Доктор, коли був П'ятим.
Короткий ролик із П'ятим Доктором з'являється у спеціальному епізоді Наступний Доктор.

## Постать

### Характер
П'ятий Доктор був значно більше уразливий і чутливий, ніж його попередні втілення. Часто він приймав рішення, підкидаючи монетку. На відміну від його авторитетніших попередників, він вважав своїх молодих компаньйонів рівноправними частинами команди. Дитяча безпосередність і нервова енергійність П'ятого Доктора не дозволяли скласти про нього враження, як про суворого і надзвичайно старого Володаря Часу. Але навіть таким Доктор залишився улюбленцем глядачів.
Цей Доктор ненавидів насильство, і завжди довго вагався перед тим, як почати бій. Це вперше нерішучість вийшла на перший план в характері Доктора, проте, незважаючи на неї, Доктор Пітера Девісона був одним із найвідважніших. Він був готовий піти на ризик пліч-о-пліч зі своїми компаньйоми, навіть якщо вони не ставились до нього дружньо (як це було у випадках з Камеліоном та Візлором Тарлафом). Це робилося для того, щоб його супутники самі змогли зробити правильний вибір. Також він був ладен принести себе в жертву, щоб дотриматись слова або врятувати інших, тому що він вважав себе винним у смерті Адріка та емоційному надламі Теґан. Саме через це Доктор пожертвував собою, щоб зберегти свого компаньйона Пері Браун.
П'ятий Доктор був останнім, хто використовував оригінальну звукову викрутку.

### Імідж
Вбрання П'ятого Доктора — це костюм для крикету. Він носив кремовий плащ, смугасті штані, шкіряні туфлі, а іноді — окуляри. Десятий Доктор, який перейняв деякі риси від П'ятого (наприклад, окуляри), стверджував, що вони не пов'язані з поганим зором, а були призначені для того, щоб він мав розумніший вигляд. Костюм П'ятого Доктора зберіг також вишиті питальні знаки на комірі, які вперше з'явились у 1980-у році на костюмі Четвертого Доктора.
На лацкані Доктор носив гілочку селери.